# Darren Low
Darren Low (14 de juliol de 1988) és un ciclista singapurès professional del 2012 al 2015. Del seu palmarès destaquen els diferents campionats nacionals tant en ruta com en contrarellotge.

## Palmarès
- 2010
  - Campió de Singapur en contrarellotge
- 2011
  - Campió de Singapur en contrarellotge
- 2012
  - Campió de Singapur en ruta